# Lindenborg Å
Lindenborg Å är ett vattendrag i Danmark. Det ligger i Region Nordjylland, i den norra delen av landet. Lindenborg Å mynnar i Limfjorden.